# Holden Vectra
Hauptartikel: Opel Vectra
Der Holden Vectra ist ein von 1997 bis 2006 vom australischen Automobilhersteller Holden, einer Marke von General Motors, angebotenes Fahrzeug der Mittelklasse.
Der in drei Generationen gebaute Vectra entsprach bis auf Details dem Opel Vectra B und Opel Vectra C und wurde ab 2006 durch den Holden Epica, einen Ableger des Chevrolet Epica, ersetzt.
- 1997–1998: JR Vectra (entspricht Opel Vectra B)
- 1998–2002: JS Vectra (entspricht Opel Vectra B)
- 2002–2006: ZC Vectra (entspricht Opel Vectra C)

Der Vectra wurde nicht aus Europa importiert, sondern in Australien hergestellt. Vom Vectra der ersten und zweiten Generation entstanden bis einschließlich 2000 21.687 Exemplare.

## Bildergalerie

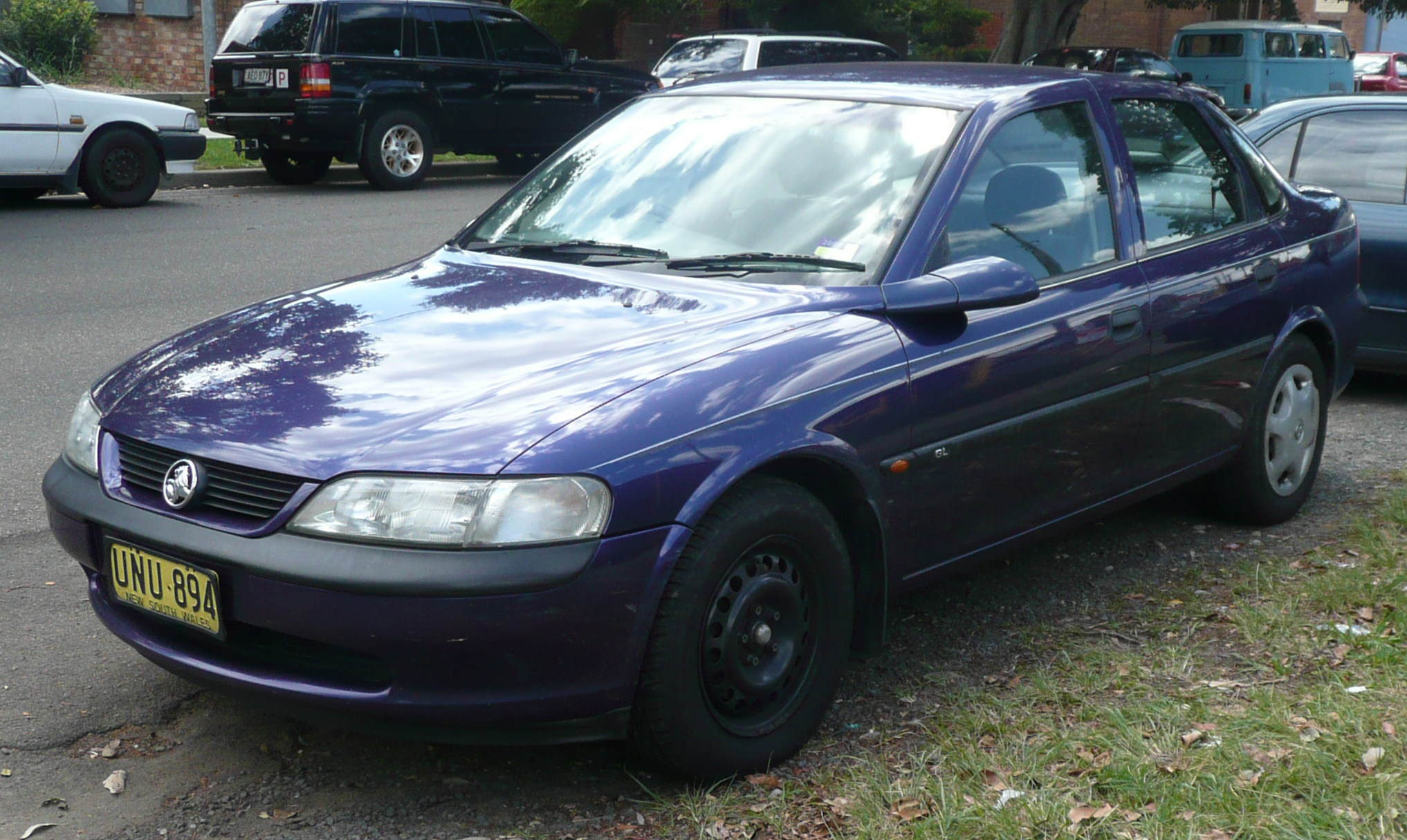
Holden JR Vectra GL (1997–1998)
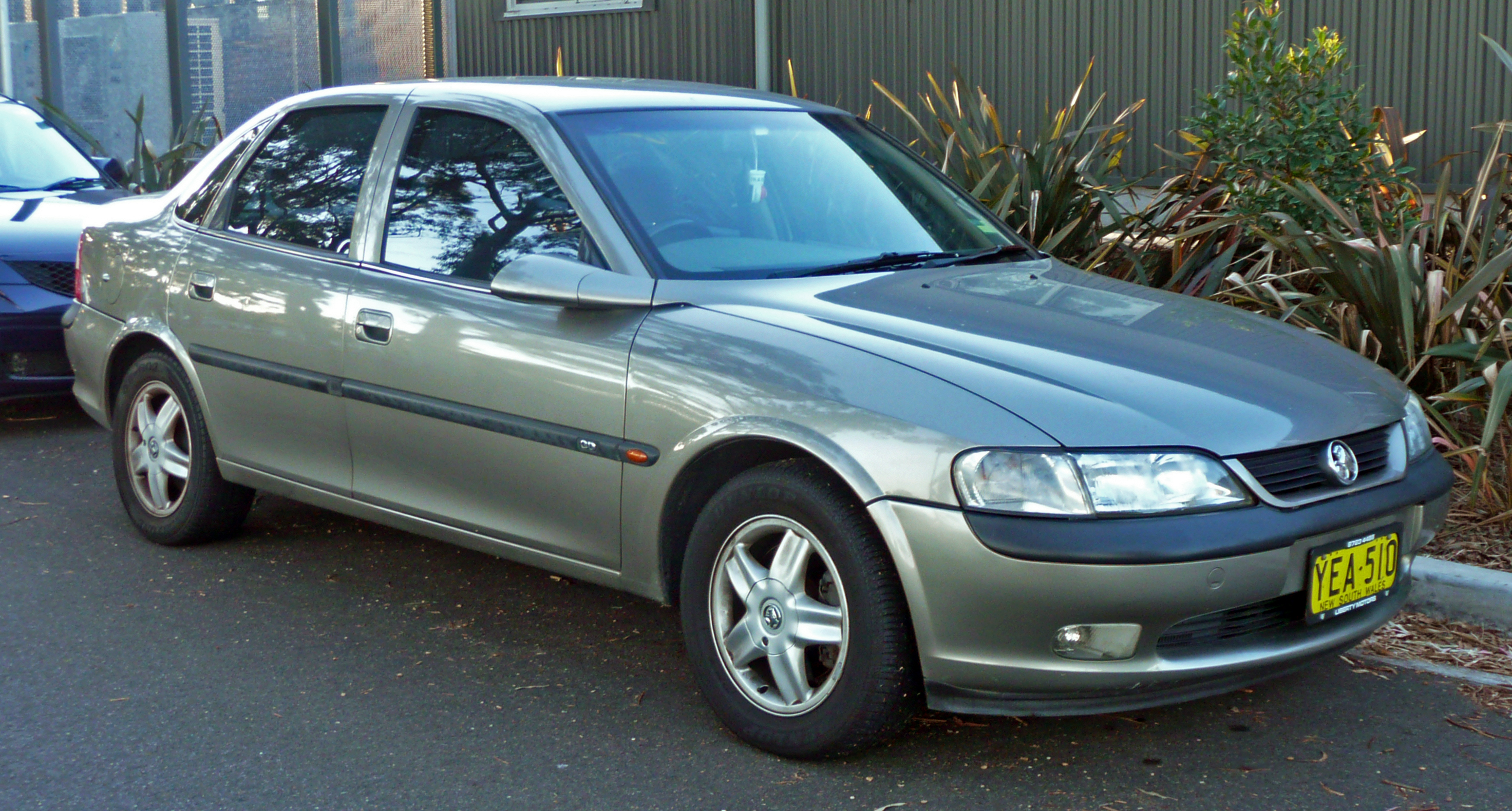
Holden JS Vectra CD (1998–1999)
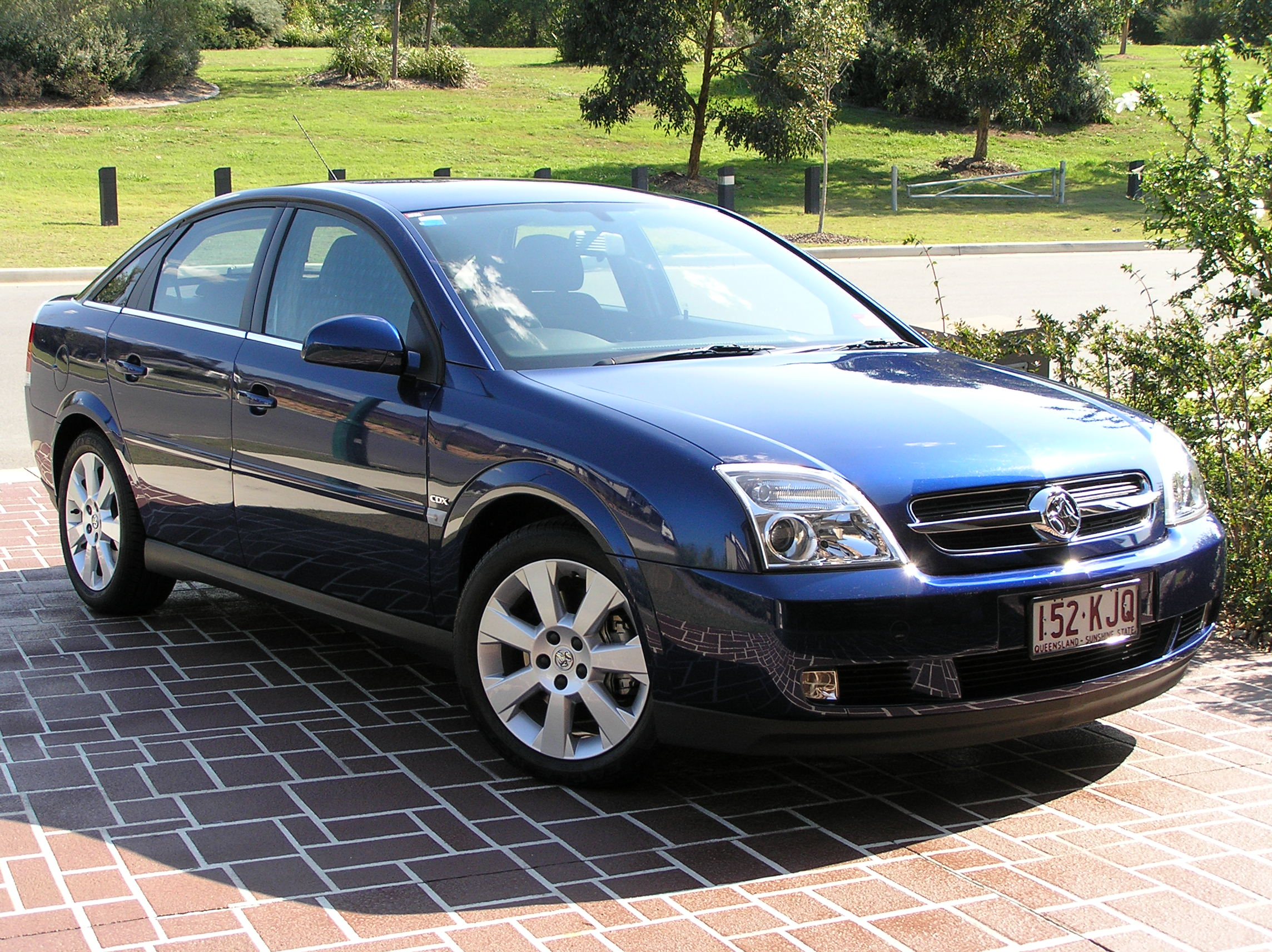
Holden ZC Vectra CDX (2002–2006)